# Dolmens de Pech Laglaire
Les dolmens de Pech Laglaire, parfois aussi orthographié Pech Laglayre, sont un groupe trois dolmens situé sur la commune de Gréalou, dans le département du Lot en France.

## Site
Les trois dolmens sont situés à proximité immédiate les uns des autres dans un rayon de 200 mètres.  Ces dolmens sont parfois aussi appelés dolmens du Mas-de-Pégouriès, du nom du hameau le plus proche. Les dolmens n°1 et 2 sont classés au titre des monuments historiques le 9 janvier 1978.

### Dolmen n°1
44° 32′ 05″ N, 1° 51′ 45″ E Le dolmen est situé au point culminant de la colline du Pech Laglaire. Il est orienté selon l'azimut 121°. Son tumulus est de forme ovale (18 mètres x 15 mètres). 
| Dalle                                                   | Longueur | Épaisseur | Largeur |
| ------------------------------------------------------- | -------- | --------- | ------- |
| Table                                                   | 1,95 m   | 0,30 m    | 1,95 m  |
| Orthostate droit                                        | 3,20 m   | 0,27 m    | 0,90 m  |
| Orthostate gauche                                       | 3,55 m   | 0,25 m    | 1 m     |
| Chevet                                                  | 1,40 m   | 0,10 m    |         |
| Données : Inventaire des mégalithes de la France, 5-Lot |          |           |         |

Une dalle (1,50 m x 0,20 m) plantée en terre affleurant du sol peut laisser penser qu'à l'origine le dolmen n°1 était un dolmen double. La seconde chambre, totalement comblée, est visible derrière le dolmen principal. Sa position excentrée laisse supposer que sa construction est postérieure au dolmen principal. Les deux dalles de calcaire reposant au sol pourraient être les vestiges de la table de couverture.

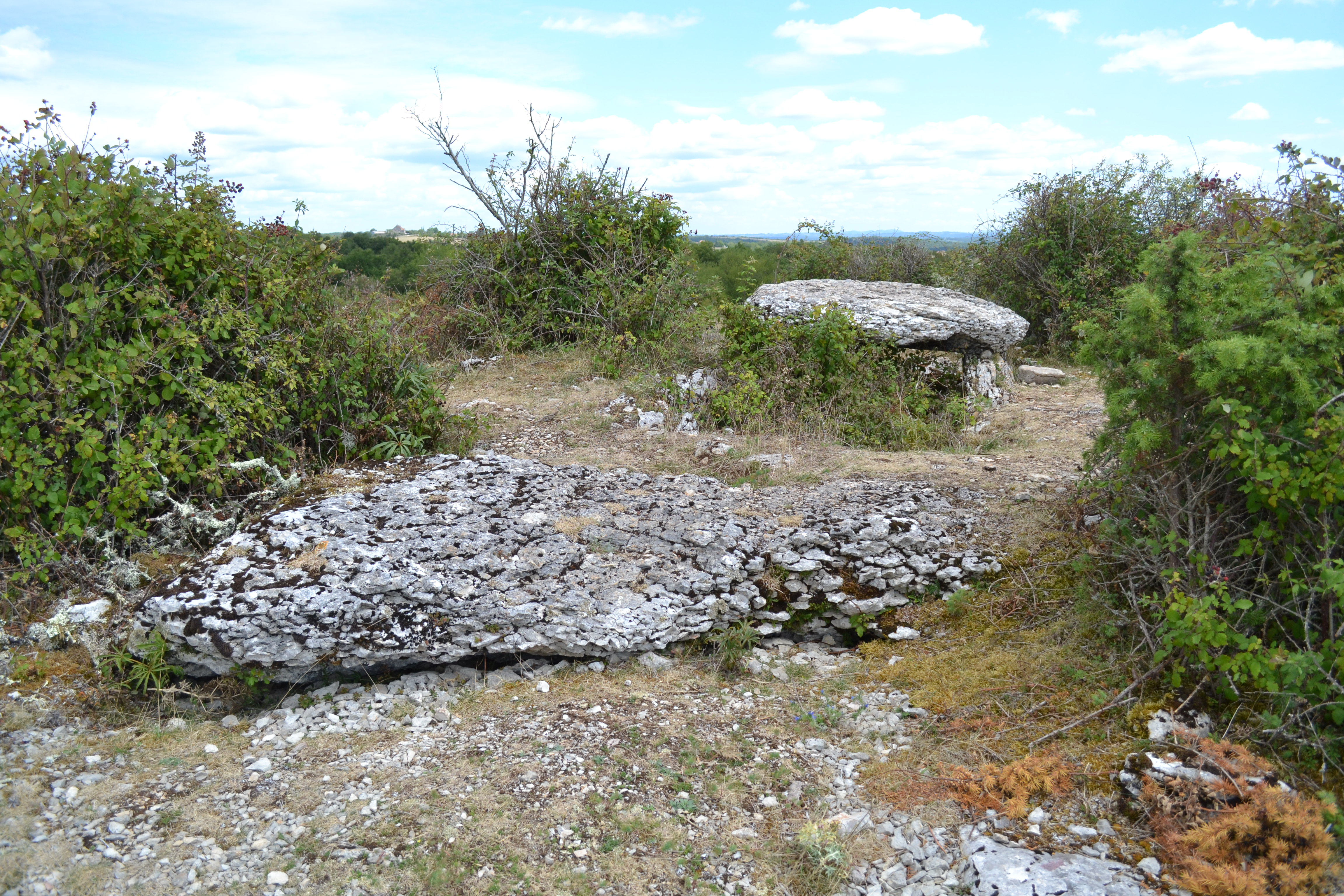
Dolmen de Pech Laglaire n°1, vue générale du site
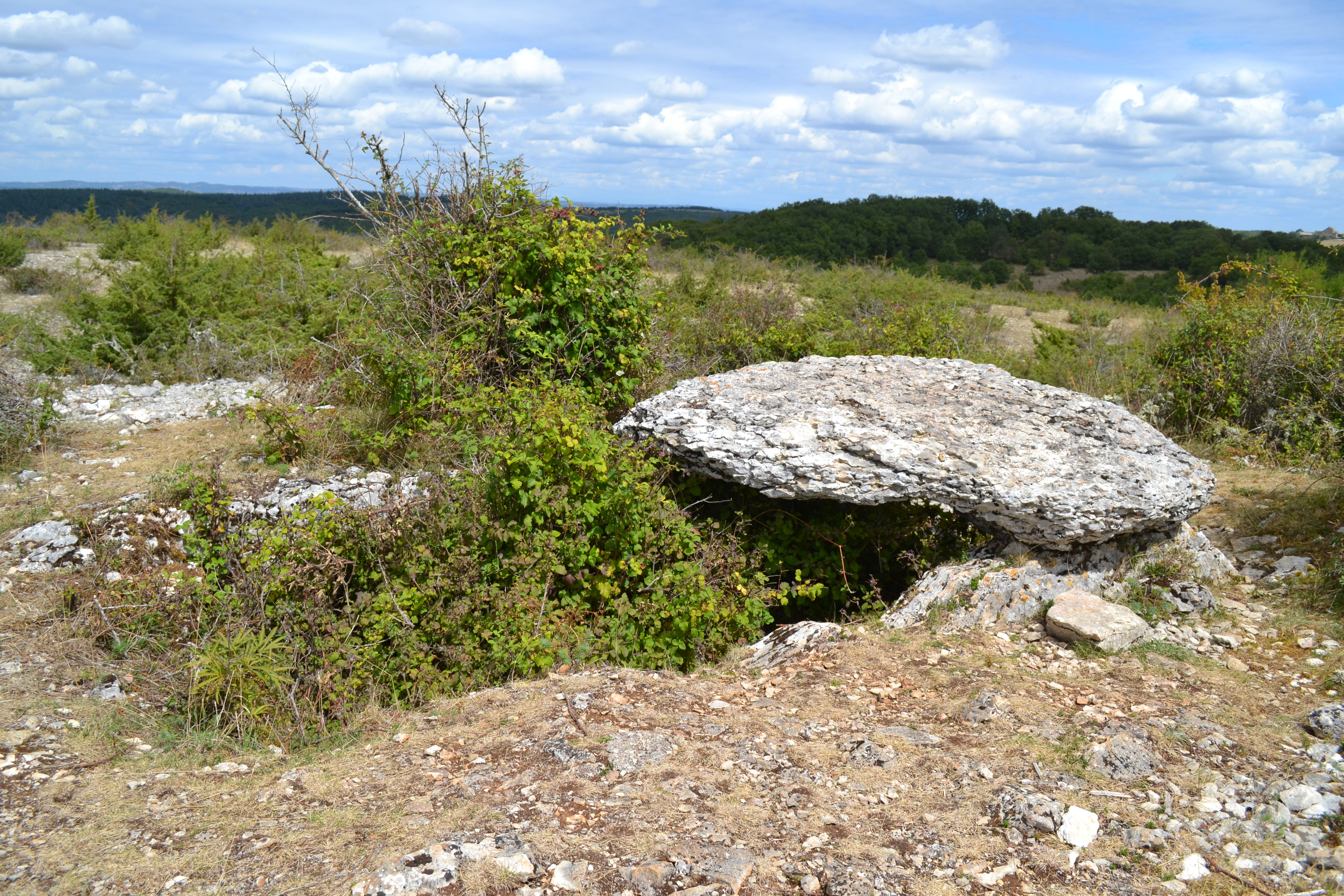
Dolmen de Pech Laglaire n°1, chambre et vestige de la table
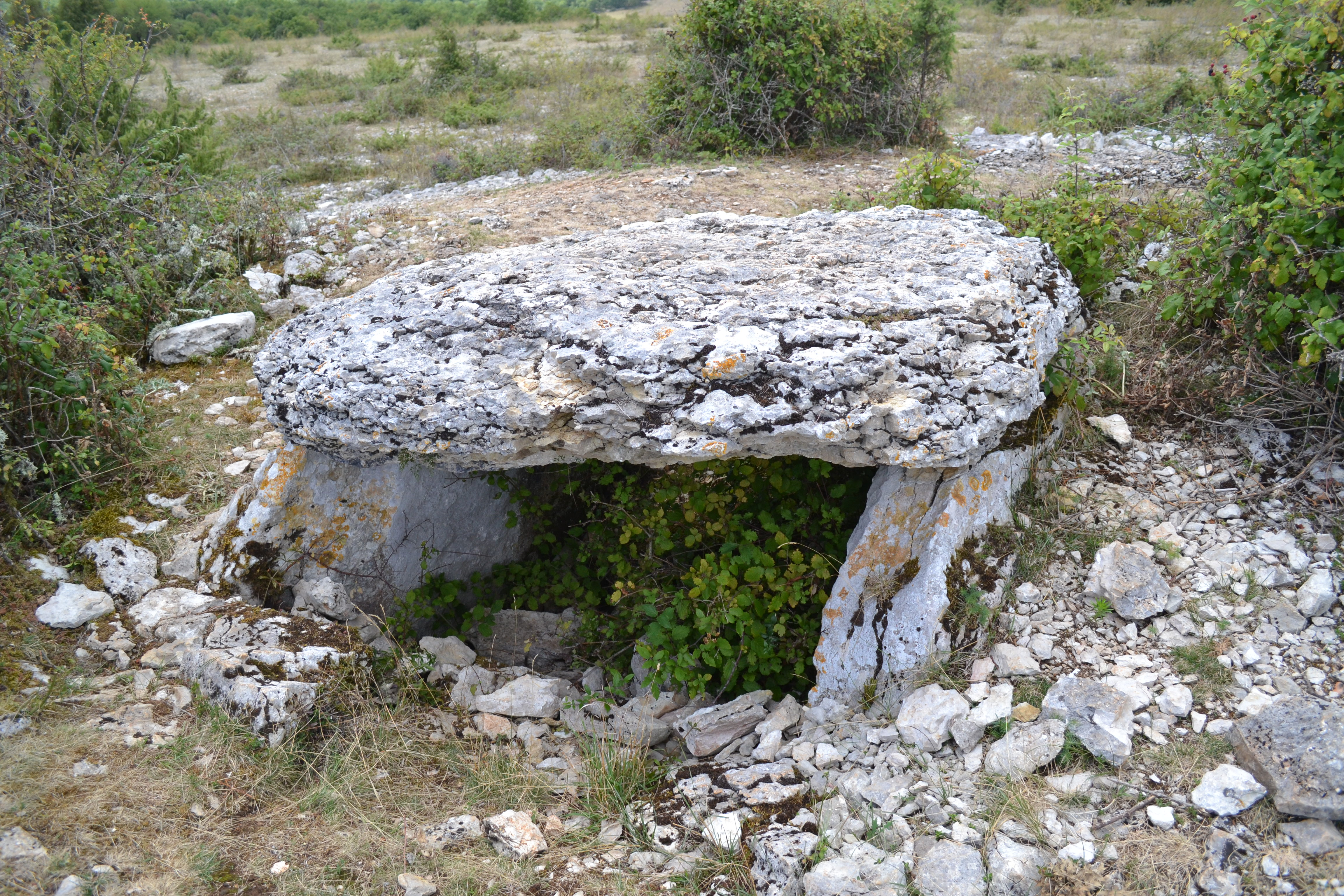
Dolmen de Pech Laglaire n°1

### Dolmen n°2
44° 32′ 05″ N, 1° 51′ 56″ E C'est un dolmen simple de type caussenard orienté vers le sud-est selon l'azimut 123°. Les deux orthostates et la dalle de chevet délimitent une chambre sépulcrale quadrangulaire. Le tumulus devait adopter une forme elle-même quadrangulaire ou trapézoïdale d'une dizaine de mètres de côté,. Le poids de la table est estimé à 7 tonnes. 
Des travaux de restauration et une étude archéologique du site y ont été menés d'avril à juin 2013.
| Dalle                                                   | Longueur | Épaisseur | Largeur |
| ------------------------------------------------------- | -------- | --------- | ------- |
| Table                                                   | 3,15 m   | 0,50 m    | 2,10 m  |
| Orthostate droit                                        | 3,20 m   | 0,30 m    | 1,15 m  |
| Orthostate gauche (brisé en 2 morceaux)                 | 3,25 m   | 0,27 m    | 1,10 m  |
| Chevet                                                  | 1,50 m   | 0,20 m    | 0,75 m  |
| Données : Inventaire des mégalithes de la France, 5-Lot |          |           |         |

Une partie du mobilier funéraire qui y a été découvert lors de fouilles anciennes est conservée au musée de Cahors sous la mention de «Communal de Gréalou» : 114 perles en test de coquillage, 2 perles annulaires en jayet, 11 perles annulaires en calcite, 1 perle en os à gorges, 1 perle à pointe, une coquille perforée, une pointe de flèche cassée, une pendeloque faite dans un galet plat.

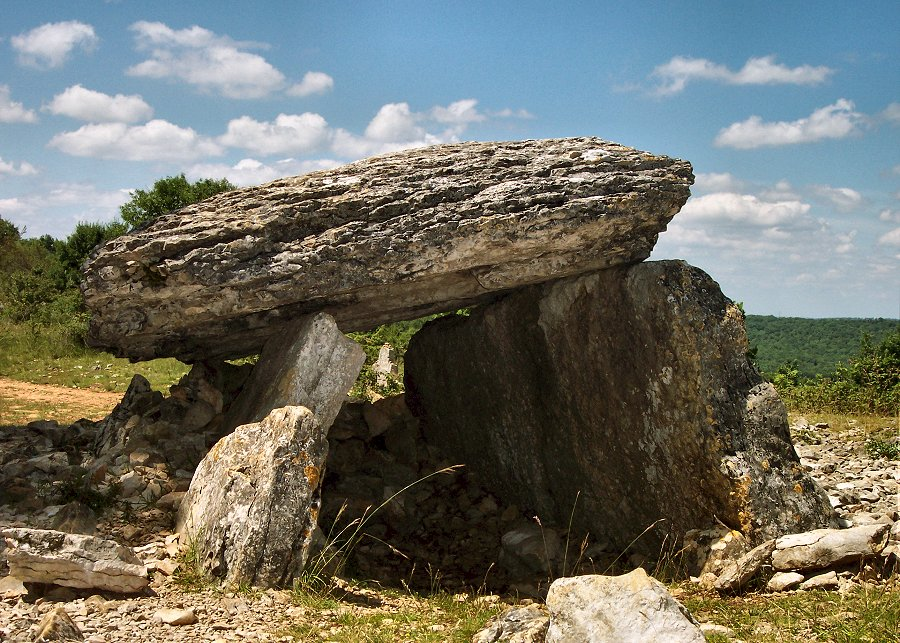
Dolmen de Pech Laglaire n°2 avant restauration
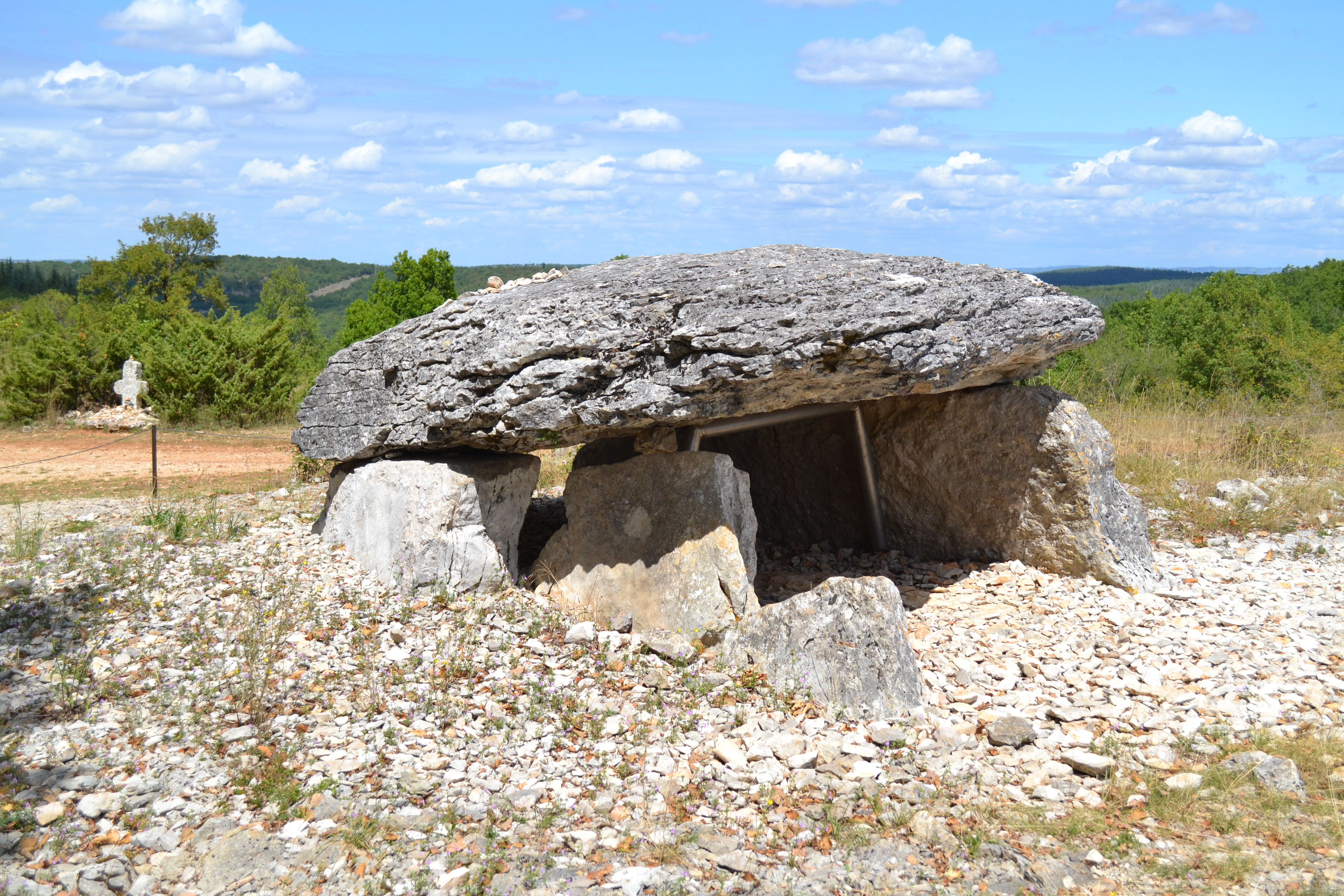
Dolmen de Pech Laglaire n°2 après restauration
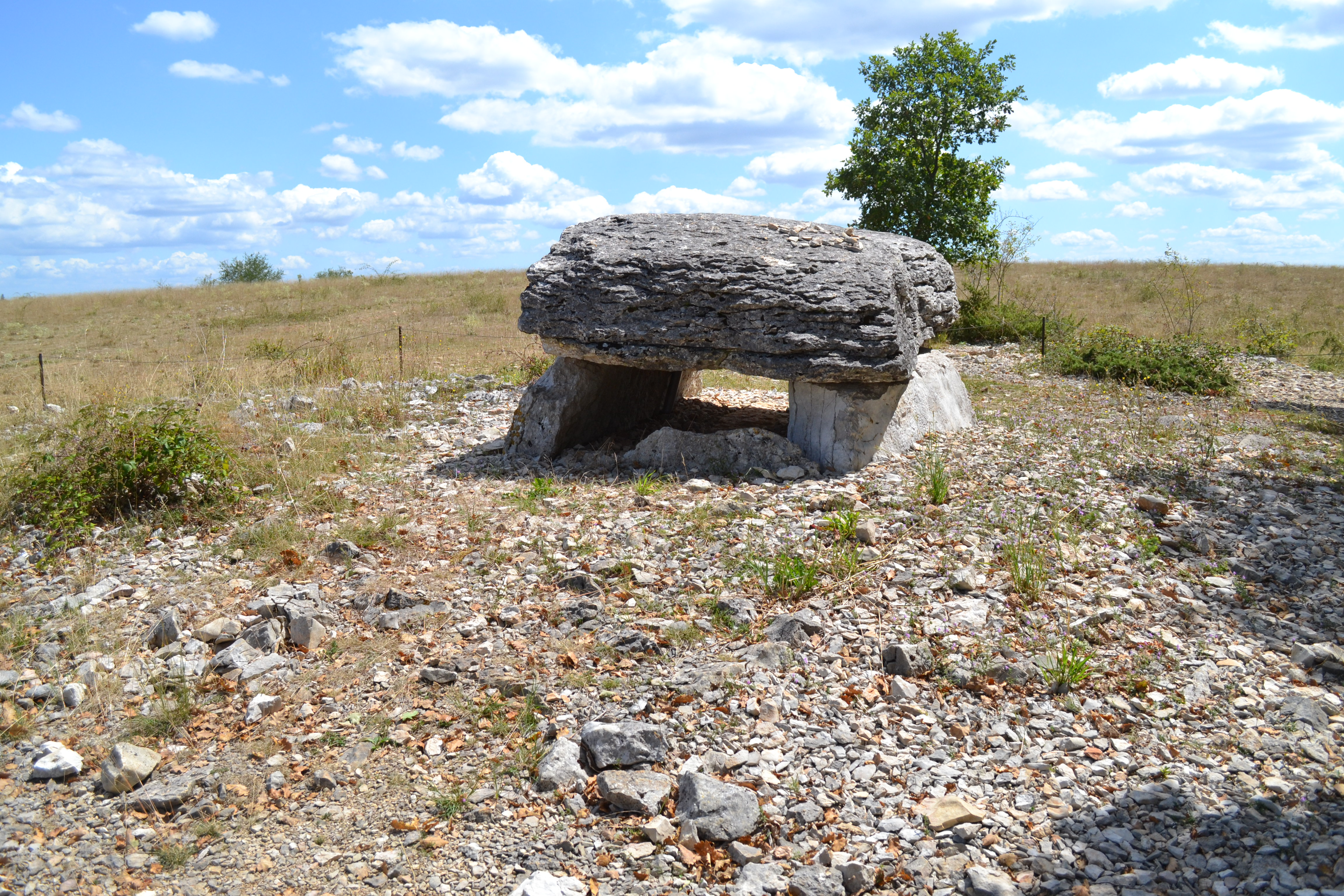
Dolmen de Pech Laglaire n°2, vue arrière

Propriété de la commune de Gréalou, le dolmen 2 est inscrit depuis 1998 au patrimoine mondial de l'UNESCO au titre des chemins de Saint-Jacques de Compostelle en France (via Podiensis). À proximité immédiate du dolmen 2, se trouve une croix ancienne qui atteste de la christianisation des lieux de culte anciens.

### Dolmen n°3
44° 31′ 58″ N, 1° 52′ 00″ E Ce dolmen est fortement endommagé. Il n'en demeure que deux orthostates et un morceau de la table. La chambre sépulcrale a été remblayée avec de la pierraille. Le tumulus circulaire (17 mètres de diamètre) est lui assez bien conservé. Le dolmen est orienté selon l'azimut 120°.
| Dalle                                                   | Longueur | Épaisseur | Largeur |
| ------------------------------------------------------- | -------- | --------- | ------- |
| Fragment de table                                       | 1,50 m   | 0,25 m    | 1,50 m  |
| Orthostate droit                                        | 2,55 m   | 0,30 m    |         |
| Orthostate gauche                                       | 2,40 m   | 0,20 m    |         |
| Données : Inventaire des mégalithes de la France, 5-Lot |          |           |         |